# Проще простого
«Про́ще просто́го» (англ. Easy) — комедийно-драматический телесериал-антология, созданная, срежиссированная и спродюсированная Джо Свонбергом. Первый сезон, состоящий из восьми получасовых эпизодов, стал доступен онлайн на платформе Netflix 22 сентября 2016 года. Действие сериала происходит в Чикаго.
В апреле 2017 года Джо Свонберг сообщил, что сериал продлён на второй сезон, премьера которого состоялась 1 декабря того же года. 22 августа 2018 года сериал был продлён на третий и последний сезон.

## Актёрский состав
- Джейн Адамс в роли Аннабель Джонс (сезоны 1—2)
- Сюзанна Адент в роли Пенни (сезон 1)
- Малин Акерман в роли Люси (сезон 1)
- Эндрю Бачелор в роли Эндрю (сезон 1)
- Зази Битц в роли Ноэль (сезоны 1—2)
- Орландо Блум в роли Тома (сезон 1)
- Ганнибал Бюресс в роли Джейсона (сезон 1)
- Ая Кэш в роли Шерри (сезоны 1—2)
- Рауль Кастильо в роли Берни (сезон 1)
- Майкл Чернус в роли Кайла (сезоны 1—2)
- Кирси Клемонс в роли Чейс (сезоны 1—2)
- Эйслинн Дербец в роли Габи (сезон 1)
- Дэйв Франко в роли Джеффа (сезоны 1—2)
- Ной Хопкинс в роли Расс (сезон 1)
- Джейк Джонсон в роли Эндрю (сезон 1)
- Эван Йоникит в роли Мэтта (сезоны 1—2)
- Марк Марон в роли Джейкоба Малко (сезоны 1—2)
- Гугу Мбата-Роу в роли Софи (сезон 1)
- Кейт Микуччи в роли Энни (сезоны 1—2)
- Маурисио Очманн в роли Мартина (сезон 1)
- Эмили Ратаковски в роли Эллисон Лизовска (сезон 1)
- Элизабет Ризер в роли Энди (сезоны 1—2)
- Ребекка Спенс в роли Шерил (сезон 1)
- Марц Тиммс в роли Ван Говарда (сезоны 1—2)
- Жаклин Тобони в роли Джо (сезоны 1—2)
- Лукас Фон Кампен в роли Аллана (сезон 1)
- Обри Плаза в роли Линдси (сезон 2)
- Кейт Берлант в роли Лорен (сезон 2)
- Джо Ло Трульо в роли Майк (сезон 2)
- Микаэла Уоткинс в роли Карен Трэска (сезон 2)
- Джуди Грир в роли Гретхен (сезон 2)
- Дэнни Мастерсон в роли парня Энни (сезон 2)

## Производство
В марте 2016 года стало известно о заказе Netflix на первый сезон сериала из восьми эпизодов, режиссёром и сценаристом которого выступит Джо Свонберг. Главные роли в телесериале-антологии получили Майкл Чернус, Марк Марон, Элизабет Ризер, Гугу Мбата-Роу, Джейк Джонсон, Ая Кэш, Дэйв Франко, Джейн Адамс, Ганнибал Бюресс, Кирси Клемонс, Орландо Блум и Малин Акерман.

## Отзывы критиков
Первый сезон телесериала «Проще простого» получил положительные отзывы критиков. На сайте-агрегаторе Rotten Tomatoes шоу держит 92% „свежести“, что основано на 13-ти рецензиях со средним рейтингом 8/10. На Metacritic у сезона 74 балла из ста, что основано на 9-ти „в целом положительных“ отзывах критиков.